# Лопатинський Теофілакт
Теофіла́кт Лопати́нський (1670-ті pp. — 1741) — богослов і церковний діяч, родом з Волині.
Учень і професор Київської академії; з 1704 професор, з 1706 ректор Московської духовної академії, член Святійшого Синоду, єпископ тверський (1723); брав участь у перередагуванні Острозької Біблії.
Як противника впливів і діяльності Т. Прокоповича, заарештовано (1736), позбавлено сану (1738) й ув'язнено; 1740 амнестовано.

## Праці
Праці Теофілакта:
- «Объ игѣ Господнемъ благомъ» (проти поглядів Т.Прокоповича);
- «Политиколѣпная апотеозисъ» (1709, цареславний опис зустрічі царя Петра після перемоги під Полтавою);
- «Зеркало горячайшаго к Господу Богу духа» (1787);
- латинські вірші "Oda in laudem «peris principis Demetrii Kantemiri» (1719).